# Міжнародна лютеранська рада
Міжнародна лютеранська рада — всесвітня організація, що є угодою консервативних лютеранських церков, так званого конфесійного крила, включаючи більшість деномінацій старолютеранської традиції. Заснована в 1993 році в Антигуа-Гватемала, вона веде своє походження від численних богословських конференцій, що проводилися в різних місцях із 1950-х років.
Члени організації заявляють про "безумовну вірність Святому Письму як натхненному і непогрішному Слову Божому і Лютеранському Сповіданню, що міститься в Книзі Злагоди, як істинному та вірному тлумаченню Слова Божого".
В організацію входять 32 члени та один асоційований член. Церкви-учасниці об'єднують близько 3450000 віруючих, переважна більшість з яких (близько 2400000 віруючих) належать до Лютеранської церкви Міссурійського синоду.
Головою Ради є пастор Джеральд Б. Кішник, президент Лютеранської церкви Міссурійського синоду. Генеральний секретар – пастор Самуель Х. Нафцгер, виконавчий директор Комісії з теології та церковних відносин Лютеранської церкви Міссурійського синоду. Делегати членів Ради збираються один раз на два роки.
Рада не визнає Спільної декларації про виправдання.

## Церкви учасники
| Країна            | Церква                                                     | Кількість | Роки заснування | Покликання                                                                    |
| ----------------- | ---------------------------------------------------------- | --------- | --------------- | ----------------------------------------------------------------------------- |
| Аргентина         | Євангелічно-лютеранська церква в Аргентині                 | 48.100    | 1905            | http://www.iela.org.ar/                                                       |
| Австралія         | Лютеранська церква в Австралії                             | 127.577   | 1966            | http://www.lca.org.au/                                                        |
| Бельгія           | Євангелічно-лютеранська церква в Бельгії                   | 259       | -               |                                                                               |
| Болівія           | Євангелічно-лютеранська християнська церква в Болівії      | -         | -               |                                                                               |
| Бразилія          | Євангелічно-лютеранська церква в Бразилії                  | 397.933   | 1904            | http://www.ielb.org.br/                                                       |
| Чилі              | Євангелічно-лютеранська церква в Республіці Чилі           | 135       | -               | http://www.ielchi.cl                                                          |
| Данія             | Wolny Kościół Ewangelicko-Luterański w Danii               | 246       | 1855            | http://www.vivit.dk/                                                          |
| Філіппіни         | Лютеранська церква на Філіппінах                           | 24.600    | -               |                                                                               |
| Франція           | Євангелічно-лютеранська церква Синоду Франції              | 1.375     | 1927            | http://www.mediachrist.com/                                                   |
| Гана              | Євангелічно-лютеранська церква в Гані                      | 54.000    | 1958            |                                                                               |
| Гватемала         | Лютеранська церква в Гватемалі                             | 4.000     | -               |                                                                               |
| Гаїті             | Євангелічно-лютеранська церква на Гаїті                    | 9.000     | -               |                                                                               |
| Гонконг           | Лютеранська церква Синод Гонконгу                          | 15.700    | -               | http://www.lutheran.org.hk/                                                   |
| Індія             | Індійська євангелічно-лютеранська церква                   | 86.493    | 1894            |                                                                               |
| Японія            | Японська лютеранська церква                                | 4.005     | 1968            | http://www.jlc.or.jp/                                                         |
| Канада            | Лютеранська церква в Канаді                                | 137.335   | 1988            | http://www.lutheranchurch.ca/                                                 |
| Кенія             | Євангелічно-лютеранська церква в Кенії                     | -         | -               |                                                                               |
| Південна Корея    | Лютеранська церква в Кореї                                 | 11.067    | 1971            | http://www.lck.or.kr/                                                         |
| Мексика           | Лютеранський синод Мексики                                 | 1.211     | -               |                                                                               |
| Німеччина         | Незалежна євангелічно-лютеранська церква                   | 68.392    | 1972            | http://www.selk.de/                                                           |
| Аргентина         | Лютеранська церква в Нігерії                               | 130.000   | 1936            |                                                                               |
| Папуа Нова Гвінея | Лютеранська церква Гутніуса                                | 225.000   | 1948            |                                                                               |
| Парагвай          | Євангелічно-лютеранська церква в Парагваї                  | 6.602     | 1938            | https://web.archive.org/web/20070403120647/http://www.iglesialuterana.org.py/ |
| Перу              | Євангелічно-лютеранська церква в Перу                      | -         | -               |                                                                               |
| Португалія        | Португальська євангелічно-лютеранська церква               | -         | 1959            | http://www.ielp.pt/                                                           |
| Тайвань           | Китайська євангелічно-лютеранська церква                   | 4.020     | -               |                                                                               |
| ПАР               | Лютеранська церква в Південній Африці                      | 30.000    | 1967            |                                                                               |
| ПАР               | Вільний євангельсько-лютеранський синод у Південній Африці | 4.894     | 1892            | http://www.felsisa.org.za/                                                    |
| Росія             | Інгрианська євангелічно-лютеранська церква в Росії         | 18.000    | -               | http://www.elci.ru/                                                           |
| Шрі-Ланка         | Лютеранська церква Шрі-Ланки                               | 5.324     | -               |                                                                               |
| США               | Лютеранська церква Синоду Міссурі                          | 4.369.149 | 1847            | http://www.lcms.org/                                                          |
| Венесуела         | Лютеранська церква у Венесуелі                             | 1.607     | -               | http://www.ilv-venezuela.net/                                                 |
| Англія            | Євангелічно-лютеранська церква в Англії                    | 2.313     | 1896            | http://www.lutheran.co.uk/                                                    |